# 正義の証明
『正義の証明』（せいぎのしょうめい）は、森村誠一の小説。2004年11月30日に幻冬舎から単行本が刊行された。
法の網をくぐる悪党に私的に正義の制裁を加える「私刑人」と、それを追う刑事との死闘を描く。

## 書籍情報
- 単行本：2004年11月30日発売、幻冬舎、〔上〕ISBN 978-4-344-00707-9 〔下〕ISBN 978-4-344-00708-6
- 新書版：2006年5月25日発売、幻冬舎ノベルス、ISBN 978-4-344-00925-7 〔下〕ISBN 978-4-344-00926-4
- 文庫本：2008年4月7日発売、幻冬舎文庫、〔上〕ISBN 978-4-344-41118-0 〔下〕ISBN 978-4-344-41119-7

## テレビドラマ

### 2011年版
2011年9月26日、TBS系列「月曜ゴールデン」枠で放送された。

#### キャスト（2011年版）
伊吹伸介
演 - 吉田栄作
千住橋署地域課巡査部長。5年前は千住橋署の刑事だったが、ある殺人事件の捜査にて政治の巨大な力に阻まれ、合同捜査をしていた那須によって地域課に飛ばされ交番勤務をしていた。しかし、私刑人の捜査の指揮を執ることになった那須からのオファーにより警視庁捜査一課三係に転属となる。
藤谷冴子
演 - 横山めぐみ
世田谷記念病院外科医。私刑人こと犯人で、ライフルで悪党を狙撃していく。
那須宏明
演 - 加藤剛
警視庁捜査一課三係班長。伊吹の上司。「私刑人対策室」室長。5年前に飛ばした伊吹を警視庁に呼び寄せる。
奈良岡邦泰
演 - 若林豪
大物代議士。伊吹が5年前に追い詰めた殺人事件の疑惑の張本人。
本郷信洋
演 - 野村宏伸
警視庁捜査一課三係刑事。
宮崎葉子
演 - 黒坂真美
警視庁捜査一課三係刑事。
及川大輔
演 - 山口翔悟
警視庁捜査一課三係刑事。
関口伸一
演 - 頼三四郎
警視庁捜査一課三係刑事。
畑中巌
演 - 中原丈雄
警視庁捜査一課三係刑事主任。
大路重義
演 - 江良潤
ディスカウントチェーン店元社長。第1の被害者。計画倒産で逃げ切ろうとして、私刑人に命を狙われる。
笹部郁恵
演 - 田野聖子
伊吹の妹。
笹部利通
演 - 柚原旬
郁恵の夫で伊吹の義弟。
笹部翔太
演 - 横山幸汰
郁恵の息子で伊吹の甥っ子。
山葉文雄
演 - 三浦英明
翔太のひき逃げ犯。第2の被害者。
平川勝明
演 - 猪股厚志
銀行からの出向で大路の店の副社長をしていたが、大路のワンマンぶりと銀行との板挟みに悩み自死してしまう。
平川賢太郎
演 - 杉崎真宏
平川勝明の次男。私刑人の容疑者。アメリカで外人兵の経験がある。
鍛冶修
演 - 井田國彦
広域暴力団組長。第3の被害者。
奈良岡美香
演 - 酒井治美
奈良岡邦泰の娘。
名越亜矢
演 - 仲原舞
7年前の中学2年のときつまらぬ理由で、当時同じクラスの奈良岡美香からいじめを受け、自死してしまう。
田中
演 - 中吉卓郎
奈良岡の地元の中学校の教諭。
三枝
演 - 吉川拳生
山葉文雄を取り調べた世田谷東警察署の刑事。
警視庁幹部
演 - 河内浩
桑原刑事部長
演 - 小笠原良知
警官
演 - 大矢晃弘
翔太のひき逃げ犯逮捕の報を知らせる。
TVニュースのアナウンサー
演 - 藤崎桐子
大路の秘書
演 - 宮川崇
遠山
演 - 生島喜五郎
平川賢太郎の友人。
伊吹が聞き込んだチンピラ
演 - 森本武晴
鍛冶の手下
演 - 木村木、こっとん健児、内田外
奈良岡の地元の商店の主人
演 - 河野正明
奈良岡美香の友人
演 - 中上五月
大森悟
演 - 西ノ園達大
モデルガンショップ主人。
千住橋署署長
演 - 武志道
その他
神山寛、安藤聡海、諏訪ひろ代、岡本さと子、袴田裕幸、白鳥翼

#### スタッフ（2011年版）
- 脚本 - 土屋保文
- 監督 - 藤木靖之
- ガンエフェクト - パイロテック
- CG - フレームワークス・エンターテインメント
- カースタント - 野呂慎治
- 美術協力 - 山崎美術
- プロデューサー - 古賀伸雄、坂東誠一
- 制作協力 - ビデオフォーカス
- 製作 - 劇団俳優座、TBS

### 2020年版
2020年2月9日にテレビ朝日系『日曜プライム』枠で、ドラマスペシャル「私刑人～正義の証明」として放送された。本作は遠藤憲一にとってテレビ朝日のドラマでの単独初主演となる。

#### キャスト（2020年版）
松永祐一郎
演 - 遠藤憲一
以前は優秀なSPだったが、ある事件を切っ掛けに交番勤務へと異動となった。今回“私刑人”が再び現れたことで、『私刑人対策室』に呼ばれる。
江崎哲平
演 - 北村有起哉
タクシー運転手。元は警視庁警備部警護課のSPで松永の後輩。
吉尾恵美
演 - 内山理名
週刊誌の女性記者。松永とは旧知の仲。
松永琴乃
演 - 酒井美紀
祐一郎の妹。再生不良性貧血の治療をしている。
松永しずく
演 - 竹野谷咲
琴乃の娘。
金山言訓
演 - 横山涼
大学生。準強制性交等罪で逮捕されるが不起訴になり、ひき逃げ事件を起こしても叔父の湖中の権力でもみ消させた。
湖中重義
演 - 井田國彦
民自党の議員。金山の叔父。
相馬晃弘
演 - 浅野和之
警視庁に設置された『私刑人対策室』の室長。
青柳真司
演 - 長谷川純
『私刑人対策室』のメンバー。松永とバディを組む。
松原恵子
演 - 星奈優里
酉バード社長。私刑人から狙撃で命を狙われる。
山葉景子
演 - 三谷侑未
文雄の母
山葉めぐみ
演 - 清水由紀
文雄の妹。美香の中学時代の同級生。
亜弥
演 - 本間愛咲
美香の中学時代の同級生。美香に財布泥棒の濡れ衣をかけられ失意から自殺する。
マーク・トムソン
演 - JJ
自称グラフィックデザイナー。裏で薬の売人をしていた。
三津井正司
演 - 板橋駿谷
ボッタクリバーの店員
サラリーマン
演 - 西村直人
三津井に絡まれるサラリーマン
新井光輝
演 - 松田賢二
週刊誌の編集長。恵美の上司。
龍岡美香
演 - 沢井美優　（中学時代：丸本凛）
龍岡議員の娘。
石渡守
演 - 須永慶
総理大臣。
山葉文雄
演 - 濱津隆之
龍岡議員の私設秘書。
龍岡泰邦
演 - 竹中直人
与党・民自党の大物議員。
藤谷剛
演 - 光石研
琴乃が転院した総合病院の医師。

#### スタッフ（2020年版）
- 脚本：久松真一
- 監督：竹園元(テレビ朝日)
- テーマ曲：有木竜郎（センスカンパニー）
- 劇中詩（抜粋）：生きる (谷川俊太郎)
- ガンエフェクト - 納富貴久男
- 警察指導 - 石坂隆昌
- 医療指導 - 中澤暁雄
- 技斗 - 深作覚
- CG - テレビ朝日クリエイト
- 技術協力 - ビデオスタッフ、バル・エンタープライズ、ジースタッフ
- 美術協力 - 山崎美術、アックス
- 音響効果 - メディアハウスサウンドデザイン
- スタジオ - 緑山スタジオ・シティ
- チーフプロデューサー：黒田徹也(テレビ朝日)
- プロデューサー：服部宣之(テレビ朝日)、大久保直実(ビデオフォーカス)
- 制作協力：ビデオフォーカス
- 制作著作：テレビ朝日